# Apatin
Apatin (in serbo Апатин?, in tedesco Abthausen) è una città e una municipalità del Distretto della Bačka Occidentale nel nord-ovest della provincia autonoma della Voivodina, al confine con la Croazia. La città è il centro amministrativo turistico, economico, educativo e culturale di tutto il comune di Apatin. La popolazione della città è di 19 289 abitanti mentre in tutto il comune di 32 793.

## Nome
Apatin è conosciuta con questo nome in Serbia, Croazia, Romania ed Ungheria. In Germania la città è conosciuta come Abthausen. Il nome Apatin deriva dalla vecchia denominazione Opaty, conosciuta così nell'XI secolo.

## Storia

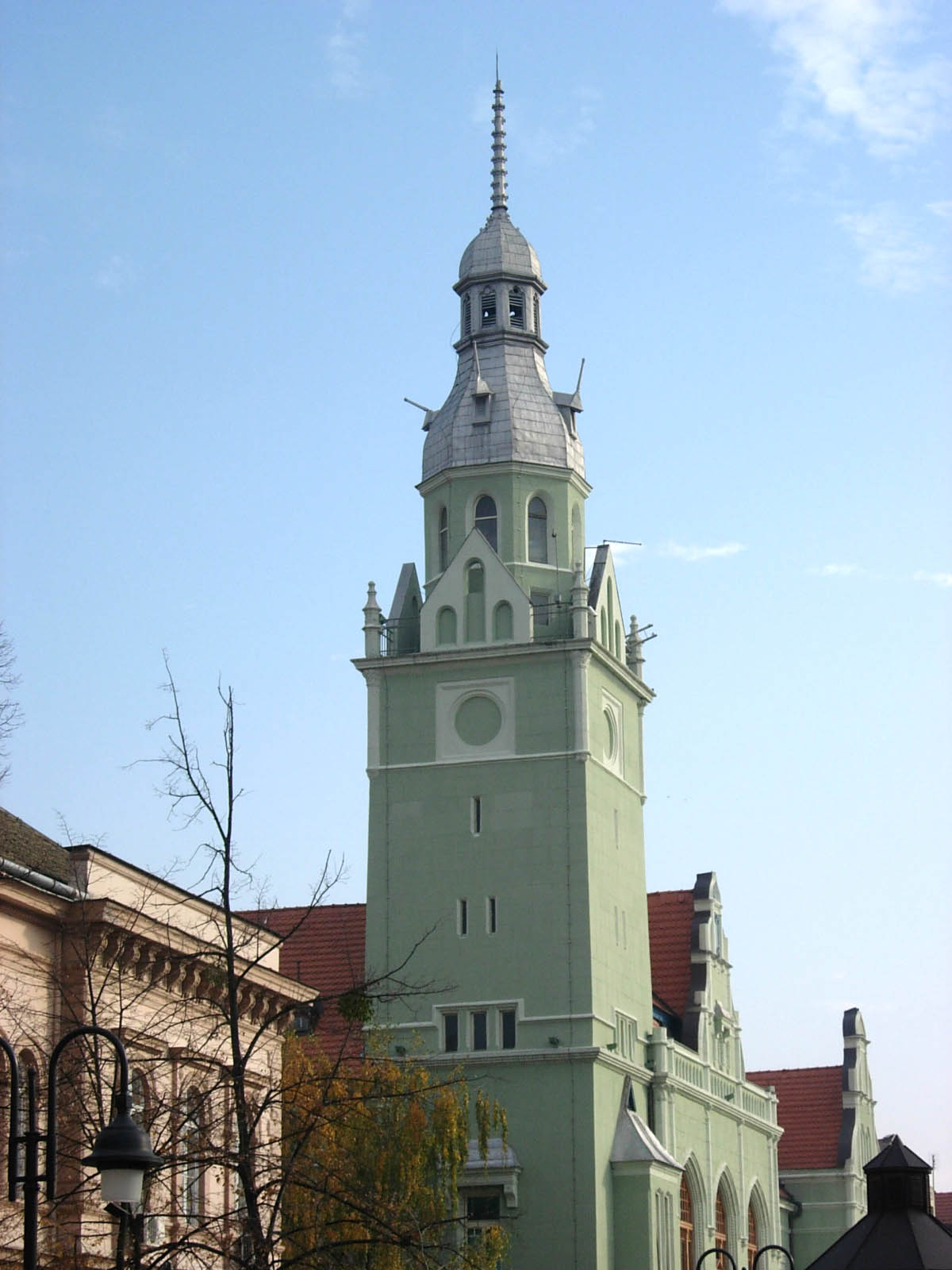
Centro della città

Nel I secolo a.C., durante il periodo della conquista romana, la città ebbe un ruolo militare molto importante che consisteva in un insediamento per proteggere la provincia di Pannonia. Tra il XV secolo e il X secolo vi si insediarono Slavi ed Ungheresi. Tra il 1750 e il 1760 la città fu soggetta ad una crescita economica grazie alla costruzione di una distilleria e di una fabbrica tessile.
Alla conclusione del XVIII secolo a causa di una violenta inondazione parte della città e della zona industriale furono distrutte. Dopo molto tempo dalla catastrofe nel XIX secolo Apatin ebbe una eccezionale ricrescita economica grazie alla produzione navale e in generale al commercio.
Nel 1869 furono aperte molte banche e altri settori commerciali. Dal 1912 la città fu attraversata dalla ferrovia che collegava Sonta a Sambor, e nello stesso anno vi fu fondata un'azienda di costruzioni navali. Ad oggi il cantiere è stato modernizzato ed opera sul Danubio. Nel 1918 fece parte del Regno di Serbia (1882 - 1918) per poi passare al Regno di Montenegro (1910 - 1918) ed allo Stato degli Sloveni, dei Croati e dei Serbi formando il Regno di Jugoslavia. Tra il 1929 e il 1941 fece parte di Danube Banovina del Regno di Jugoslavia.
Quando le Potenze dell'Asse invasero la Jugoslavia nel 1941 fu sotto il potere di Miklós Horthy. Durante la Battaglia di Batina la copertura militare di Apatin fu estesa sin Bogojevo durante le ore notturne. Il 24 ottobre 1944 i partigiani liberarono la città. Da allora Apatin fece parte della Jugoslavia socialista e fu integrata nella Repubblica Popolare della Serbia nella provincia autonoma di Voivodina.
Tra il 1992 ed il 2003 fece parte della Repubblica Federale di Jugoslavia, poi fra il 2003 e il 2006 fu integrata nella Confederazione di Serbia e Montenegro e dal 2006 fa parte della Repubblica Indipendente della Serbia.

## Comune
Le città del comune di Apatin sono:
- Kupusina
- Prigrevica
- Svilojevo
- Sonta

## Società

### Evoluzione demografica
Questi sono i dati relativi al comune di Apatin del censimento del 2002:
- Serbi = 20 216 (61,61%)
- Ungheresi = 3 785 (11,53%)
- Croati = 3 766 (11,47%)
- Rumeni = 1 191 (3,62%)
- Jugoslavi = 727 (2,21%)
- Rom = 524 (1,59%)
- Altre popolazioni ( Montenegrini, Macedoni, Albanesi, Tedeschi, Slovacchi, etc).

Dati della città di Apatin del censimento del 2002:
- Serbi = 13.990 (72.41%)
- Rumeni = 967 (5.01%)
- Ungheresi = 848 (4.39%)
- Croati = 658 (3.41%)
- Jugoslavi = 612 (3.17%)
- Rom = 369 (1.91%)
- Tedeschi = 142 (0.74%)
- Montenegrini = 100 (0.52%)

## Economia
Le maggiori compagnie presenti sul territorio sono: Apatinska pivara, Rapid (fabbrica di silicati), Jedinstvo (azienda agricola) e Apatin Shipyard (cantiere navale).
La dogana di Apatin è una zona commerciale e di carico trasporti che forma un'unità economica conosciuta con il nome di "Slobodna zona Apatin" e riguarda una zona di 160 ettari di terreno vicino al Danubio ed inoltre rappresenta il progetto economico più grande del Paese.

### Turismo
Apatin è situata in un'ampia pianura nel Distretto della Bačka Occidentale che la rende molto famosa sotto il profilo turistico, anche perché è molto conosciuta nella provincia di Voivodina. La favorevole posizione geografica, vicino al Danubio la rende una metà turistica adatta per tutte le età, giovani e adulti. Le attività che si possono effettuare sono molte tra cui la Pesca.

## Monumenti e luoghi d'interesse

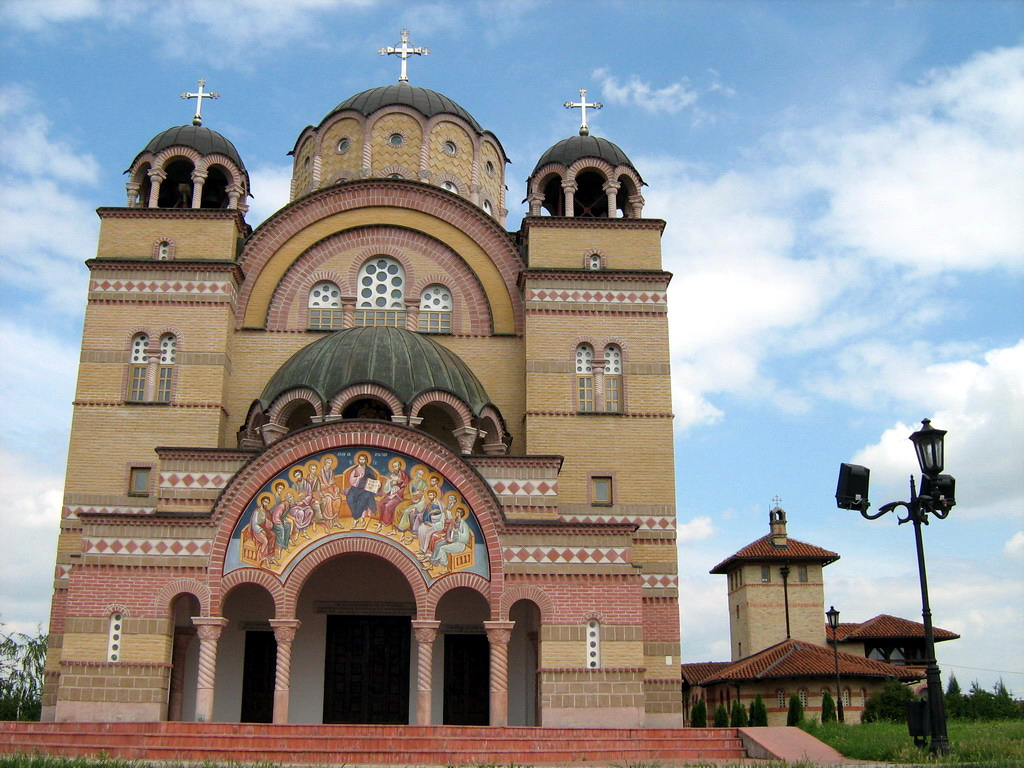
chiesa cristiano - ortodossa

Vicino alla città di Apatin si trova la stazione termale "Junaković" ben attrezzata con piscine interne ed esterne, sauna, campi sportivi, centro benessere e dotata di un circolo ricreativo.
Gli edifici più conosciuti sono: La chiesa della Assunta Vergine Maria, La cattedrale (Chiesa Ortodossa), il centro commerciale Apatin ed il mausoleo Speiser.

## Sport
Apatin ha una storia sportiva molto ricca. Il personaggio più famoso in tempi recenti fu Željko Rebrača e altri atleti a livello internazionale. Ad oggi esistono squadre sportive professioniste:
- FK Mladost Apatin, facente parte della Serbia First League Soccer Association
- RK Apatin, facente parte della Serbia Second League Handball Association